# Marilou Bourdon

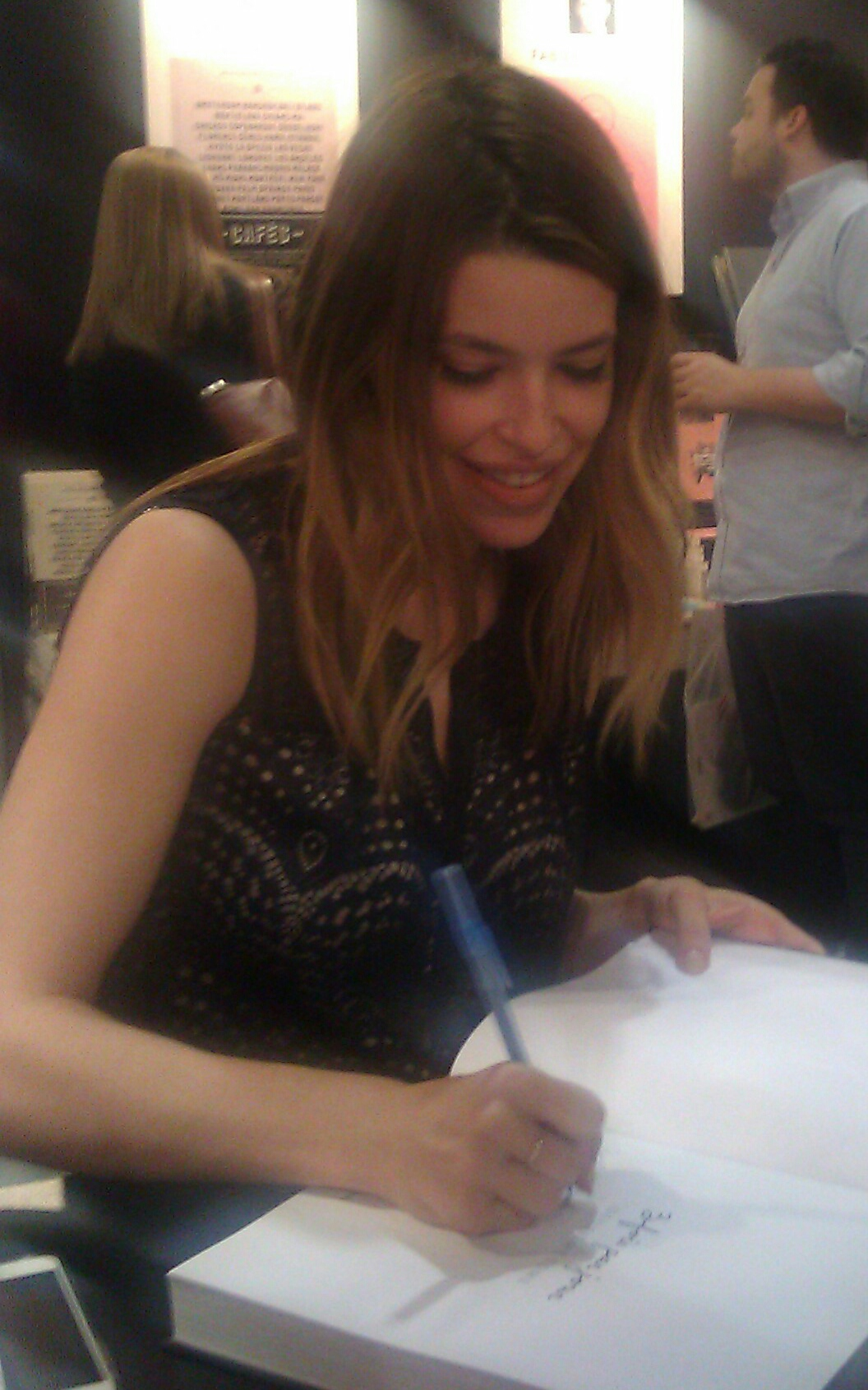
Marilou Bourdon, 2016

Marilou Bourdon (* 20. September 1990 in Longueuil, Kanada) ist eine kanadische Sängerin.
Ihren ersten Erfolg markierte das Lied „Tu es comme ça“, das sie im Duett mit dem ebenfalls aus Québec stammenden Sänger Garou veröffentlichte und das im Sommer 2005 Platz 10 der französischen Single-Charts erreichte. Die Veröffentlichung war der Vorläufer des Albums „La fille qui chante“, auf welchem die meisten Lieder in Zusammenarbeit mit Jacques Vénéruso entstanden, der bereits für Céline Dion, Garou und Michel Sardou tätig war. Mit ihrem zweiten Album „Marilou“, das im Sommer 2007 erschien, konnte sie nicht an die früheren Erfolge anknüpfen.
Die Wurzeln von Marilou Bourdons Musik liegen im angloamerikanischen Pop und Rock. Ihr Stil lässt sich aufgrund der bombastischen Instrumentierungen mit demjenigen der franko-algerischen Sängerin Chimène Badi oder mit neueren Produktionen Michel Sardous vergleichen.